# Michèle Arnaud
Michèle Arnaud, eigenlijke naam Micheline Caré (Toulon, 18 maart 1919 - Maisons-Lafitte (Yvelines), 30 maart 1998) was een Franse zangeres. Ze kreeg enkele hoge onderscheidingen en is de moeder van zanger Dominique Walter.
In Parijs haalt ze een diploma in de filosofie. In 1952 wint ze met het lied Tu voulais een festival in Deauville. Ze wordt een echte cabaretière.
In 1956 vertegenwoordigde ze Luxemburg op het allereerste Eurovisiesongfestival, dat jaar stuurde elk land 2 liedjes in maar noch Les amants de minuit noch Ne crois pas kon met de zege aan de haal gaan, omdat enkel de winnaar bekend werd gemaakt wist geen enkele artiest op welke plaats ze uiteindelijk beland waren.

## Discografie
- Gainsbourg chanté par... - 2 CD EMI Music France 854067-2 (1996) - Intégrale des chansons de Serge Gainsbourg interprétées par Michèle Arnaud (CD 1) :

La recette de l'amour fou - 1958
Douze belles dans la peau - 1958
Jeunes femmes et vieux messieurs - 1958
La femme des uns sous le corps des autres - 1958
Ronsard 58 (Serge Barthélémy/Serge Gainsbourg) - 1959
Il était une oie - 1959
La chanson de Prévert - 1961
Les goémons - 1962
La javanaise - 1963
Les papillons noirs [met Serge Gainsbourg] - 1966
Ballade des oiseaux de croix - 1966
Les papillons noirs - 1966
Ne dis rien [De la comédie musicale Anna] - 1967
Rêves et caravelles - 1969
- Michèle Arnaud - 2 CD EMI Music France 520486-2 (1999)

Voulez-vous jouer avec moi ? (Marcel Achard/Georges van Parys) - 1956
Ne crois pas (Christian Guitreau) - 1956
La rue s'allume (Louis Ducreux/André Popp - Louis Ducreux) - 1955
Quand on s'est connu (Jean-Pierre Moulin) - 1958
L'éloge des cocus (Pierre Lambry/Simone Lorencin) - 1957
Zon zon zon (Maurice Vidalin/Jacques Datin) - 1957
Sous le pont Mirabeau (Guillaume Apollinaire/Jacques Lasry) - 1955
Julie (Maurice Vidalin/Jacques Datin) - 1957
Sans l'amour de toi (Claude Delécluse - Michèle Senlis/Paul Misraki) - 1957
Morte Fontaine (Rolland Valade/Jean-Michel Arnaud) - 1959
Van Gogh (Pierre Lambry/Jacques Datin) - 1959
Napoli (Roger Riffard) - 1960
Loulou de la Vache Noire (Roger Riffard) - 1960
Deux tourterelles (Eddy Marnay/Émil Stern) - 1957
Pourquoi mon dieu (Jacques Kabanellis/Manos Hadjidakis/Adaptation Georges Moustaki) - 1962
Pauvre Verlaine (Salvatore Adamo) - 1968
Amour perdu (Salvatore Adamo) - 1963
Toi qui marchais (Jean-Pierre Chevrier/Guy Bontempelli) - 1963
L'inconnue (Roger Riffard) - 1960
Il y a des années (Roger Riffard) - 1960
Angelo (Robert Ardray) - 1964
Comment dire (Guy Bontempelli) - 1964
Et après ? (Armand Seggian/Jacques Pezet) - 1964
La chanson de Tessa (Jean Giraudoux/Maurice Jaubert) - 1965
Ne vous mariez pas les filles (Boris Vian/Alain Goraguer) - 1964
Si les eaux de la mer (Bernard Dimey/Henri Salvador) - 1965
Les papillons noirs [En duo avec Serge Gainsbourg] (Serge Gainsbourg) - 1966
Ballade des oiseaux de croix (Serge Gainsbourg) - 1966
Chanson sur une seule note " Samba de una nota so " (Newton Mandonga/Antonio Carlos Jobim/Adaptation Eddy Marnay) - 1962
Sans toi [van de film Cléo de 5 à 7] (Agnès Varda/Michel Legrand) - 1963
Un soir (Bernard Dimey/Henri Salvador) - 1964
La marche arrière (Boris Vian/Henri Salvador) - 1964
Je croyais " Yesterday " (John Lennon/Paul McCartney/Adaptation Hugues Auffray et Georges Aber) - 1966
La grammaire et l'amour (Guy Bontempelli) - 1966
La Chabraque (Marcel Aymé/Guy Béart) - 1960
Marie d'Aquitaine (René Ruet/André Grassi) - 1962
Cherbourg avait raison (Jacques Larue - Eddy Marnay/Guy Magenta) - 1961
La chanson des vieux amants (Jacques Brel/Gérard Jouannest) -1967
Le bleu de l'été " Green leaves of summer " (Paul Francis Webster/Dimitri Tiomkin/Adaptation Henri Contet) - 1961
Timoléon le jardinier (Roger Riffard) - 1960
1956: Michèle Arnaud + Michèle Arnaud · 
1957: Danièle Dupré · 
1958: Solange Berry · 
1960: Camillo Felgen · 
1961: Jean-Claude Pascal · 
1962: Camillo Felgen · 
1963: Nana Mouskouri · 
1964: Hugues Aufray · 
1965: France Gall · 
1966: Michèle Torr · 
1967: Vicky Leandros · 
1968: Chris Baldo & Sophie Garel · 
1969: Romuald · 
1970: David Alexandre Winter · 
1971: Monique Melsen · 
1972: Vicky Leandros · 
1973: Anne-Marie David · 
1974: Ireen Sheer · 
1975: Geraldine · 
1976: Jürgen Marcus · 
1977: Anne-Marie Besse · 
1978: Baccara · 
1979: Jeane Manson · 
1980: Sophie & Magaly · 
1981: Jean-Claude Pascal · 
1982: Svetlana · 
1983: Corinne Hermès · 
1984: Sophie Carle · 
1985: Margo, Franck, Diane, Ireen, Malcolm & Chris · 
1986: Sherisse Laurence · 
1987: Plastic Bertrand · 
1988: Lara Fabian · 
1989: Park Café · 
1990: Céline Carzo · 
1991: Sarah Bray · 
1992: Marion Welter & Kontinent · 
1993: Modern Times · 
2024: Tali · 
2025: Laura Thorn
- Bibliothèque nationale de France: cb14057631c (data)
- Gemeinsame Normdatei: 1111042403
- International Standard Name Identifier: 0000 0000 7699 4428
- MusicBrainz: 9e4bf2a9-1971-42d2-8742-f9edb00501c2
- Nationale Bibliotheek van Israël: 987007349688405171
- Nationale Bibliotheek van Polen: a0000003747863
- SNAC: w6dz1hhh
- Système universitaire de documentation: 086949985
- Virtual International Authority File: 7591836
- WorldCat: E39PBJyCDqKdPPD8kch8yD7fv3